# Plaça dels Raïms
La plaça dels Raïms és una placeta minúscula situada al Barri Vell de la ciutat de Girona. Durant l'època medieval s'havia dit plaça de la Palla però, posteriorment, passà a denominar-se tal com la coneixem avui en dia. La plaça té només 24 metres quadrats i s'hi accedeix des de les Voltes d'en Rosés. Es diu així perquè hi havia hagut un antic mercat de raïm. Hom diu que és la plaça més petita d'Europa.